# 사랑은 은반 위에
《사랑은 은반 위에》(영어: The Cutting Edge)는 미국에서 제작된 폴 마이클 글레이저 감독의 1992년 스포츠 로맨틱 코미디 영화이다. D. B. 스위니, 모이라 켈리 등이 출연하였고, 로버트 W. 코트 등이 제작에 참여하였다.

## 출연
- D. B. 스위니
- 모이라 켈리
- 로이 도트리스
- 테리 오퀸
- 드와이어 브라운
- 크리스 벤슨
- 마이클 호건
- 케빈 피크스
- 배리 플래트먼

## 기타 제작진
- 공동 제작: 딘 오브라이언
- 배역: 마시 리로프
- 미술: 데이비드 그로프먼